# Hubert Cockroft
Hubert Cockroft (21 tháng 11 năm 1918 – 1979) là một cầu thủ bóng đá người Anh thi đấu ở vị trí left half.

## Sự nghiệp
Sinh ra ở Barnsley, Cockroft thi đấu cho Barnsley, Bradford City, Halifax Town và Peterborough United.
Ông thi đấu cho Bradford City từ tháng 5 năm 1946 đến tháng 7 năm 1947, có 27 lần ra sân ở Football League và 3 lần ra sân tại Cúp Fa cho đội.